# Književnost u 1873.
◄◄ | ◄ | 1870. | 1871. | 1872. | 1873.  | 1874. | 1875. | 1876. | ► | ►►
Arhitektura • Astronomija • Biologija • Fotografija • Glazba • Kazalište • Kemija • Kiparstvo • Knjige • Književnost • Kršćanstvo • Meteorologija • Medicina • Planinarstvo • Politika • Pravo • Promet • Slikarstvo • Šport • Znanost • Željeznički promet
Književnost u 1873.

## Svijet

### Književna djela
- Put oko svijeta u osamdeset dana Julesa Vernea

## Hrvatska i u Hrvata

### Književna djela
- Prijan Lovro Augusta Šenoe

### Rođenja
- 2. ožujka – Marija Jurić Zagorka, hrvatska književnica i novinarka († 1957.)
- 13. lipnja – Antun Gustav Matoš, hrvatski pjesnik, novelist, feljtonist, esejist i putopisa († 1914.)
- 1. rujna – Dinko Šimunović, hrvatski književnik i učitelj († 1933.)

## Vanjske poveznice
|  | Zajednički poslužitelj ima još gradiva o temi Književnost u 1873. |